# Helge Bäckander
Helge Gustaf Samuel Bäckander (Jönköping, 13 d'octubre de 1891 – Helsingborg, 11 de novembre de 1958) va ser un gimnasta artístic i militar suec que va competir a començaments del segle xx. Com a militar arribà al grau de capità.
El 1920 va prendre part en els Jocs Olímpics d'Anvers, on va guanyar la medalla d'or en el concurs per equips, sistema suec del programa de gimnàstica.